# Wolfgang Staudte
Wolfgang Staudte (ur. 9 października 1906 w Saarbrücken, zm. 19 stycznia 1984 w Zigarskim Urhu k. Mariboru w Słowenii) – niemiecki reżyser, scenarzysta, aktor i producent filmowy. Zasłynął po wojnie jako twórca oskarżycielskich filmów antynazistowskich, w których rozliczał swój naród z hitlerowskiej przeszłości. Pracował z powodzeniem zarówno w NRD, jak i – od 1953 – w RFN.

## Życiorys
Urodził się w Saarbrücken w zachodnich Niemczech w rodzinie aktorskiej. Gdy miał sześć lat, jego rodzina osiadła w Berlinie. Chociaż z wykształcenia był inżynierem, w 1926 rozpoczął karierę artystyczną jako aktor teatralny na deskach berlińskich scen. Występował w sztukach wybitnych twórców niemieckiego teatru, Maxa Reinhardta i Erwina Piscatora. Od 1933 miał zakaz występów scenicznych, ze względu na częste role w sztukach współczesnych "o antynazistowskich tendencjach".
Od 1929 grał również w filmach. Wystąpił m.in. w epizodycznych rolach w kultowym Błękitnym aniele (1930) Josefa von Sternberga oraz w słynnym antysemickim Żydzie Süssie (1940) Veita Harlana.
Jednak do historii kina przeszedł jako reżyser. W latach 30. tworzył filmy krótkometrażowe, a w czasie II wojny światowej – reklamowe. Fabuły reżyserował od 1943. Szczytowy okres jego twórczości przypada na pierwszą powojenną dekadę, kiedy Staudte pracował dla wytwórni DEFA w NRD. Tworzył wtedy głośne filmy obrachunkowe, rozliczające naród niemiecki z nazizmu.
Staudte był autorem pierwszego powojennego filmu niemieckiego Mordercy są wśród nas (1946) z Hildegard Knef w roli głównej, uważanego za jeden z najwybitniejszych filmów antynazistowskich. Ten ekspresjonistyczny w stylu obraz nakręcony został w ruinach zbombardowanego Berlina w radzieckiej strefie okupacyjnej. Opowiadał historię dwojga nieznajomych – byłej więźniarki obozu koncentracyjnego i lekarza, który jako żołnierz był świadkiem hitlerowskich zbrodni w Polsce. Poharatani przez wojnę bohaterowie muszą w powojennej rzeczywistości rozliczyć się z bolesną przeszłością i zacząć wszystko od nowa.
Tematykę antynazistowską kontynuował Staudte w Brunatnej pajęczynie (1949), która przyniosła mu główną nagrodę na MFF w Locarno, a następnie w satyrycznym Poddanym (1951) wg Heinricha Manna z wybitną kreacją Wernera Petersa. W tej grotesce z czasów wilhelmińskich Staudte poddał bezlitosnej krytyce kult posłuszeństwa i dyscypliny, demaskując tym samym źródła niemieckiego imperializmu.
Po wyjeździe do RFN zrealizował dramat rodzinny Dziecko potrzebuje miłości (1955), wyróżniony Srebrnym Lwem na 16. MFF w Wenecji. Pracując w Niemczech Zachodnich podejmował kolejne próby powiązania hitlerowskiej przeszłości z teraźniejszością w takich filmach jak Róże dla prokuratora (1959), Kiermasz (1960) czy Męski piknik (1964). Zekranizował także brechtowską Operę za trzy grosze (1963) z Hildegard Knef i Curdem Jürgensem w rolach głównych.
Gdy jego kolejne filmy rozczarowywały i przechodziły bez echa, przeniósł się w latach 70. do telewizji, gdzie reżyserował popularne seriale, m.in. Tatort.
Zmarł na niewydolność serca w Słowenii w czasie plenerowych zdjęć do filmu telewizyjnego Der eiserne Weg. Jego prochy zostały rozsypane nad Morzem Północnym 3 marca 1984.

## Wybrana filmografia

### Reżyser

#### Filmy fabularne
- 1943: Akrobata (Akrobat Schööön!)
- 1944: O tobie marzyłem (Ich habe von dir geträumt)
- 1944: Człowiek, któremu ukradziono nazwisko (Der Mann, dem man den Namen stahl)
- 1946: Mordercy są wśród nas (Die Mörder sind unter uns)
- 1948: Przedziwne przygody pana Fridolina B. (Die seltsamen Abenteuer des Herrn Fridolin B.)
- 1949: Brunatna pajęczyna (Rotation)
- 1951: Poddany (Der Untertan)
- 1953: Skarby sułtana (Die Geschichte vom kleinen Muck)
- 1954: Latarnia morska (Leuchtfeuer)
- 1955: Dziecko potrzebuje miłości (Ciske de Rat)
- 1957: Rose Bernd
- 1958: Kaganiec (Der Maulkorb)
- 1958: Magdalena i legionista (Madeleine und der Legionär)
- 1959: Róże dla prokuratora (Rosen für den Staatsanwalt)
- 1960: Kiermasz (Kirmes)
- 1960: Ostatni świadek (Der letzte Zeuge)
- 1963: Opera za trzy grosze (Die Dreigroschenoper)
- 1964: Męski piknik (Herrenpartie)
- 1964: Owca (Das Lamm)
- 1968: Tajemnice Kaliakry (Heimlichkeiten)
- 1978: Tor pośredni (Zwischengleis)

#### Filmy krótkometrażowe
- 1933: Jeder hat mal Glück
- 1941: Nie można tego zabrać do grobu (Ins Grab kann man nichts mitnehmen)
- 1942: Aus eins mach' vier
- 1955: Mutter Courage und ihre Kinder[6][7]